# Maciej Gąsienica Ciaptak (sciatore 1954)
Maciej Gąsienica Ciaptak (Zakopane, 8 ottobre 1954) è un ex sciatore alpino polacco.

## Biografia
Sciatore polivalente originario di Zakopane e figlio di Jan, a sua volta sciatore alpino, Gąsienica Ciaptak ottenne i primi risultati internazionali in occasione dei Mondiali di Sankt Moritz 1974, dove si classificò 49º nella discesa libera, 31º nello slalom gigante, 21º nello slalom speciale e 6º nella combinata; nella rassegna iridata di Garmisch-Partenkirchen 1978 nella medesima specialità fu nuovamente 6º e sempre in combinata ottenne l'unico piazzamento a punti in Coppa del Mondo, il 28 gennaio 1979 a Garmisch-Partenkirchen (10º). Gareggiò fino al 1984 e vinse 25 titoli nazionali; non prese parte a rassegne olimpiche.

## Palmarès

### Coppa del Mondo
- Miglior piazzamento in classifica generale: 99º nel 1979

### Campionati polacchi
- 25 ori (tra i quali: slalom speciale nel 1972; slalom gigante, slalom speciale nel 1975; slalom gigante, combinata nel 1976; slalom speciale, combinata nel 1978; slalom gigante, slalom speciale, combinata nel 1979; slalom gigante, slalom speciale, combinata nel 1980; combinata nel 1981; slalom speciale, combinata nel 1982; slalom gigante, slalom speciale, combinata nel 1983; slalom gigante, slalom speciale, combinata nel 1984)[1][2]